# Fortitudo Agrigento 2018-2019
La Fortitudo Agrigento nel 2018-2019 ha disputato il campionato di Serie A2.

## Verdetti stagionali
- Serie A2: (28 partite)

stagione regolare: 10º posto su 16 squadre (14-14).

## Roster
| Fortitudo Agrigento | Fortitudo Agrigento |
| Giocatori           | Staff tecnico       |
| ------------------- | ------------------- |

| N. | Naz.                   | Ruolo | Nome                             | Anno | Alt.   | Peso   |  |
| -- | ---------------------- | ----- | -------------------------------- | ---- | ------ | ------ |  |
| 3  | Stati Uniti (bandiera) | G     | Amir Bell                        | 1996 | 193 cm | 86 kg  |  |
| 5  | Stati Uniti (bandiera) | A     | Jalen Cannon                     | 1993 | 198 cm | 102 kg |  |
| 7  | Italia (bandiera)      | GA    | Marco Evangelisti (C)            | 1984 | 198 cm | 79 kg  |  |
| 8  | Italia (bandiera)      | P     | Giuseppe Cuffaro                 | 1998 | 178 cm |        |  |
| 11 | Brasile (bandiera)     | AP    | Dimitri Chatzicharalambous Sousa | 1994 |        |        |  |
| 14 | Italia (bandiera)      | G     | Lorenzo Ambrosin                 | 1997 | 195 cm | 90 kg  |  |
| 15 | Italia (bandiera)      | C     | Paolo Nicoloso                   | 2000 |        |        |  |
| 18 | Italia (bandiera)      | C     | Tommaso Guariglia                | 1997 | 207 cm | 106 kg |  |
| 23 | Italia (bandiera)      | AP    | Paolo Nello Trupia               | 2000 |        |        |  |
| 33 | Italia (bandiera)      | C     | Francesco Quaglia                | 1988 | 207 cm | 100 kg |  |
| 33 | Italia (bandiera)      | AG    | Giacomo Zilli                    | 1995 | 206 cm | 116 kg |  |
| 40 | Italia (bandiera)      | G     | Simone Pepe                      | 1993 | 184 cm | 90 kg  |  |
| 41 | Italia (bandiera)      | G     | Edoardo Fontana                  | 1998 | 193 cm | 87 kg  |  |

| Allenatore                                                                  |
| - Franco Ciani                                                              |
| Assistente/i                                                                |
| - Luigi Dicensi Legenda - (C) Capitano - (IN) Inattivo - Infortunato Roster |

### Organigramma
- Organigramma societario
  - Presidente: Salvatore Moncada
  - Vice Presidente: Angelo Iacono Quarantino
  - Direttore Sportivo: Cristian Mayer
  - Dirigente Accompagnatore: Giuseppe Sardella
  - Addetto Stampa: Silvio Schembri

- Staff tecnico
  - Allenatore: Franco Ciani
  - Vice allenatore: Luigi Dicensi
  - Preparatore fisico: Salvatore Alletto
  - Fisioterapista: Maurizio Boschetti
  - Massaggiatore: Dario Gaglio

## Statistiche

### Stagione regolare
| Nome               | Pun | G  | Min  | Falli | Falli | Tiri da 2 | Tiri da 2 | Tiri da 2 | Tiri da 3 | Tiri da 3 | Tiri da 3 | Tiri Liberi | Tiri Liberi | Tiri Liberi | Rimbalzi | Rimbalzi | Rimbalzi | Stop | Stop | Palle | Palle | Ass |
| Nome               | Pun | G  | Min  | C     | S     | R         | T         | %         | R         | T         | %         | R           | T           | %           | O        | D        | T        | D    | S    | P     | R     | Ass |
| ------------------ | --- | -- | ---- | ----- | ----- | --------- | --------- | --------- | --------- | --------- | --------- | ----------- | ----------- | ----------- | -------- | -------- | -------- | ---- | ---- | ----- | ----- | --- |
| Jalen Cannon       | 473 | 28 | 1031 | 58    | 111   | 175       | 271       | 65        | 11        | 44        | 25        | 90          | 120         | 75          | 90       | 140      | 230      | 16   | 7    | 41    | 36    | 50  |
| Amir Bell          | 298 | 28 | 957  | 92    | 114   | 71        | 156       | 46        | 33        | 88        | 38        | 57          | 81          | 70          | 24       | 92       | 116      | 20   | 7    | 51    | 40    | 111 |
| Lorenzo Ambrosin   | 296 | 28 | 807  | 81    | 89    | 59        | 138       | 43        | 45        | 129       | 35        | 43          | 60          | 72          | 27       | 72       | 99       | 2    | 11   | 42    | 37    | 35  |
| Simone Pepe        | 290 | 28 | 631  | 87    | 54    | 39        | 82        | 48        | 52        | 165       | 32        | 56          | 68          | 82          | 15       | 98       | 113      | 0    | 1    | 47    | 13    | 52  |
| Dimitri Sousa      | 211 | 27 | 448  | 65    | 54    | 59        | 116       | 51        | 21        | 69        | 30        | 30          | 49          | 61          | 15       | 55       | 70       | 1    | 5    | 23    | 11    | 14  |
| Marco Evangelisti  | 206 | 25 | 560  | 35    | 39    | 41        | 92        | 45        | 27        | 67        | 40        | 43          | 51          | 84          | 2        | 36       | 38       | 0    | 8    | 44    | 10    | 56  |
| Giacomo Zilli      | 136 | 14 | 352  | 34    | 36    | 51        | 105       | 49        | 0         | 1         | 0         | 34          | 39          | 87          | 31       | 50       | 81       | 2    | 8    | 16    | 8     | 15  |
| Tommaso Guariglia  | 132 | 23 | 358  | 44    | 26    | 35        | 81        | 43        | 15        | 54        | 28        | 17          | 22          | 77          | 21       | 67       | 88       | 7    | 4    | 22    | 4     | 15  |
| Edoardo Fontana    | 103 | 27 | 431  | 44    | 25    | 23        | 56        | 41        | 13        | 47        | 28        | 18          | 29          | 62          | 13       | 36       | 49       | 1    | 1    | 20    | 5     | 21  |
| Francesco Quaglia  | 24  | 5  | 66   | 10    | 11    | 6         | 7         | 86        | 2         | 3         | 67        | 6           | 8           | 75          | 5        | 7        | 12       | 1    | 0    | 3     | 1     | 1   |
| Paolo Nicoloso     | 3   | 7  | 9    | 1     | 1     | 1         | 3         | 33        | 0         | 0         | 0         | 1           | 1           | 100         | 1        | 1        | 2        | 0    | 0    | 0     | 0     | 0   |
| Giuseppe Cuffaro   | 2   | 16 | 45   | 7     | 5     | 0         | 1         | 0         | 0         | 6         | 0         | 2           | 8           | 25          | 3        | 3        | 6        | 0    | 1    | 7     | 0     | 1   |
| Paolo Nello Trupia | 0   | 4  | 5    | 0     | 0     | 0         | 2         | 0         | 0         | 0         | 0         | 0           | 0           | 0           | 0        | 2        | 2        | 0    | 0    | 1     | 0     | 0   |